# Cantó de Roubaix-Nord
El cantó de Roubaix-Nord és una divisió administrativa francesa, situada al departament del Nord i la regió dels Alts de França.

## Composició
El cantó de Roubaix-Nord aplega part de les comunes de 
- Roubaix
- Wattrelos

## Història
| Date d'elecció                        | Identitat      | Partit |
| ------------------------------------- | -------------- | ------ |
| 1995-                                 | Alain Faugaret | PS     |
| Les dades anteriors no són conegudes. |                |        |
|                                       |                |        |

## Demografia
| 1962 | 1968 | 1975 | 1982 | 1990 | 1999   | 2006   |
| ---- | ---- | ---- | ---- | ---- | ------ | ------ |
| -    |      |      |      |      | 51.047 | 51.587 |